# Irena Šiaulienė
Irena Šiaulienė (ur. 19 lutego 1955 w Kolainiai w rejonie kielmskim) – litewska polityk, nauczycielka, wykładowca akademicki, posłanka na Sejm Republiki Litewskiej.

## Życiorys
W 1976 na Uniwersytecie Wileńskim ukończyła studia z zakresu nauczania historii i nauk społecznych. W 1987 obroniła doktorat z nauk humanistycznych. Pracowała w Kolegium Politechnicznym w Kłajpedzie (jednostce organizacyjnej Instytutu Politechnicznego w Kownie). Na początku lat 90. została docentem na Uniwersytecie Kłajpedzkim.
Należała do Komunistycznej Partii Związku Radzieckiego, w 1990 została członkinią Litewskiej Demokratycznej Partii Pracy. W 2001 dołączyła do Litewskiej Partii Socjaldemokratycznej. W tym samym roku objęła funkcję zastępczyni przewodniczącej Litewskiego Socjaldemokratycznego Związku Kobiet.
Dwukrotnie (w 1997 i 2002) była wybierana na radną Kłajpedy. W 1992 jako przedstawicielka LDDP po raz pierwszy zasiadła w Sejmie, skutecznie ubiegając się o reelekcję w 1996, 2000, 2004. W wyborach w 2008 została po raz piąty z rzędu posłanką z listy partyjnej socjaldemokratów. W 2012 i 2016 z ramienia LSDP była wybierana na kolejne kadencje. W październiku 2017 wystąpiła z LSDP. W marcu 2018 przystąpiła do nowo powołanej Litewskiej Socjaldemokratycznej Partii Pracy. Później związała się ze Związkiem Demokratów „W imię Litwy”.

## Odznaczenia
- Krzyż Komandorski Orderu „Za Zasługi dla Litwy” – 2004[6]
- Medal Rady Bałtyckiej – 2003[7]